# Домпјер сир Мон
Домпјер сир Мон (фр. Dompierre-sur-Mont) насеље је и општина у источној Француској у региону Франш-Конте, у департману Јура која припада префектури Лон ле Соније.
По подацима из 2011. године у општини је живело 244 становника, а густина насељености је износила 33,11 становника/km². Општина се простире на површини од 7,37 km². Налази се на средњој надморској висини од 515 метара (максималној 644 m, а минималној 486 m).

## Демографија
| 1962. | 1968. | 1975. | 1982. | 1990. | 1999. | 2011. |
| ----- | ----- | ----- | ----- | ----- | ----- | ----- |
| 89    | 116   | 138   | 193   | 171   | 179   | 244   |

График промене броја становника у току последњих година